# 몬스 뢰이슬란
몬스 뢰이슬란(노르웨이어: Mons Røisland, 1997년 1월 28일~)은 노르웨이의 전직 스노보드 선수로 주 종목은 빅에어이다. 2022년 동계 올림픽에서 남자 빅에어 은메달을 획득했고 세계 선수권 대회에서 은메달 1개를 획득했다.